# Halowe Mistrzostwa Czech w Lekkoatletyce 2018
Halowe Mistrzostwa Czech w Lekkoatletyce w 2018 – halowe zawody lekkoatletyczne organizowane przez Český atletický svaz, które odbyły się 17 i 18 lutego w Pradze.

## Rezultaty
| PB - rekord życiowy \| SB - najlepszy wynik w sezonie \| NR – halowy rekord kraju |

### Mężczyźni
| Konkurencja:              | 1. miejsce                                                       | Rezultat | 2. miejsce                                                         | Rezultat | 3. miejsce                                                              | Rezultat |
| Bieg na 60 m              | Dominik Záleský                                                  | 6,68     | Jan Veleba                                                         | 6,71     | Štěpán Hampl                                                            | 6,72     |
| Bieg na 200 m             | Pavel Maslák                                                     | 20,90    | Jan Jirka                                                          | 21,10    | Patrik Šorm                                                             | 21,15    |
| Bieg na 400 m             | Michal Desenský                                                  | 47,12    | Jan Tesař                                                          | 47,18    | Filip Šnejdr                                                            | 47,39    |
| Bieg na 800 m             | Vojtěch Mlynář                                                   | 1:52,94  | Lukáš Hodboď                                                       | 1:53,33  | Tomáš Vystrk                                                            | 1:53,95  |
| Bieg na 1500 m            | Jakub Holuša                                                     | 3:48,26  | Jan Kubista                                                        | 3:49,47  | Daniel Kotyza                                                           | 3:50,15  |
| Bieg na 3000 m            | Jan Friš                                                         | 8:28,14  | David Kákona                                                       | 8:30,06  | Michal Šmahel                                                           | 8:30,44  |
| Bieg na 60 m przez płotki | David Sklenář                                                    | 7,89     | Marek Lukáš                                                        | 7,94     | Václav Sedlák                                                           | 7,95     |
| Sztafeta 4 × 200 m        | Olymp Praha Jan Jirka Jáchym Procházka Adam Havlas David Sklenář | 1:26,20  | Slavia Praha Michal Tlustý Jakub Svoboda Jan Chlopčík Filip Šnejdr | 1:26,59  | Sokol Hradec Králové Vít Müller Lukáš Hodboď David Ryba Michal Desenský | 1:26,75  |
| Skok wzwyż                | Jaroslav Bába                                                    | 2,14     | Marek Bahník                                                       | 2,14     | Tadeáš Štěpánek                                                         | 2,10     |
| Skok o tyczce             | Jan Kudlička                                                     | 5,36     | Michal Balner                                                      | 5,36     | Lukáš Posekaný                                                          | 5,21     |
| Skok w dal                | Radek Juška                                                      | 7,99     | Adam Zelinka                                                       | 7,33     | Milan Pírek                                                             | 7,33     |
| Trójskok                  | Ondřej Vodák                                                     | 15,48    | Jiří Zeman                                                         | 15,14    | Matyáš Vrtiška                                                          | 15,01    |
| Pchnięcie kulą            | Tomáš Staněk                                                     | 21,59    | Martin Novák                                                       | 19,56    | Jan Touš                                                                | 16,42    |
| Siedmiobój                | Jan Doležal                                                      | 6021     | Adam Helcelet                                                      | 5951     | Marek Lukáš                                                             | 5824     |

### Kobiety
| Konkurencja:              | 1. miejsce                                                                   | Rezultat | 2. miejsce                                                                         | Rezultat | 3. miejsce                                                                         | Rezultat |
| Bieg na 60 m              | Klára Seidlová                                                               | 7,23 NR  | Marcela Pírková                                                                    | 7,39     | Barbora Procházková                                                                | 7,43     |
| Bieg na 200 m             | Alena Symerská                                                               | 23,81    | Jana Slaninová                                                                     | 23,96    | Kateřina Vávrová                                                                   | 24,39    |
| Bieg na 400 m             | Martina Hofmanová                                                            | 53,64    | Marcela Pírková                                                                    | 53,67    | Tereza Petržilková                                                                 | 53,77    |
| Bieg na 800 m             | Diana Mezuliáníková                                                          | 2:07,01  | Kateřina Hálová                                                                    | 2:07,89  | Renata Vocásková                                                                   | 2:09,25  |
| Bieg na 1500 m            | Simona Vrzalová                                                              | 4:19,26  | Lucie Maršánová                                                                    | 4:33,21  | Iveta Rašková                                                                      | 4:33,41  |
| Bieg na 3000 m            | Lucie Maršánová                                                              | 9:35,56  | Aneta Chlebiková                                                                   | 9:53,15  | Barbora Jíšová                                                                     | 9:56,13  |
| Bieg na 60 m przez płotki | Kateřina Cachová                                                             | 8,22     | Lucie Koudelová                                                                    | 8,28     | Markéta Štolová                                                                    | 8,49     |
| Sztafeta 4 × 200 m        | USK Praha Martina Hofmanová Martina Homolová Anna Kerbachová Marcela Pírková | 1:38,23  | AK ŠKODA Plzeň Linda Hettlerová Jana Reissová Barbara Píchalová Tereza Petržilková | 1:38,44  | Dukla Praha Kateřina Dvořáková Alžběta Kratochvílová Kateřina Hýsková Jana Novotná | 1:39,15  |
| Skok wzwyż                | Lada Pejchalová                                                              | 1,89     | Michaela Hrubá                                                                     | 1,86     | Nikola Strachová                                                                   | 1,83     |
| Skok o tyczce             | Jiřina Ptáčníková                                                            | 4,43     | Amálie Švábíková                                                                   | 4,31     | Aneta Morysková                                                                    | 4,16     |
| Skok w dal                | Kateřina Hýsková                                                             | 6,18     | Kateřina Dvořáková                                                                 | 6,16     | Kateřina Cachová                                                                   | 6,14     |
| Trójskok                  | Lucie Májková                                                                | 13,26    | Šárka Buranská                                                                     | 12,67    | Barbora Klímová                                                                    | 12,22    |
| Pchnięcie kulą            | Markéta Červenková                                                           | 16,24    | Jana Kárníková                                                                     | 14,90    | Gabriela Pallová                                                                   | 14,83    |
| Pięciobój                 | Eliška Klučinová                                                             | 4663     | Kateřina Cachová                                                                   | 4464     | Kateřina Dvořáková                                                                 | 4042     |